# 指数基金
指数基金（英語：Index Fund）或指數型基金，是被动式管理的投资基金主要形式，有时候被用来指代所有的被动管理的投资基金。从广义上讲，ETF（交易所交易基金）若追蹤特定指數也属于指数基金。
指数基金的投资理念是在證券市場上选定一部分符合条件的证券，这些证券可以通过客观标准（如：市值大小，现金分红偏好，行业，国别）选定，也可以通过主观标准（如成长性，被市场低估的程度）选定；被选定的证券共同构成一个指数，每一个证券都拥有一个确定的权重（即该证券在整个投资组合中所占的比例），指数基金经理按照这个指数购买证券，建立一个与指数完全相同或基本相同的投资组合，这样就创造了一支指数基金。
投资指数基金获利，最重要的是挑选一个可以获利的指数，其次是挑选一个跟踪此指数误差小的指数基金。

## 理论基础
指数基金的理论基础是建立在以有效市场假说为基础的隨機漫步理论，投资组合理论（通过分散化投资避免非系统性风险）。

## 历史
世界上的第一只指数基金是1971年美国富国银行（Wells Fargo Bank）向机构投资者推出的指数基金产品，当时还只是一些机构投资者如大的退休基金可以投资的。

## 分类

### 按投资主动性程度划分
- 完全复制型：力求严格按照所跟踪指数的成分股品种和对应权重进行配置，以最大限度地减小跟踪误差为目标，期望获得特定股票组合的平均投资收益。
- Smart Beta（聪明贝塔）策略基金：Smart Beta 策略基金通过增强不同的因子，对基金资产组合进行加权及选股上的优化。基于透明且固定规则的投资策略，被动交易，期望实现超过传统指数基金的收益。常见的 Smart Beta 因子有：红利、价值、低波动、质量、动量、小市值。
- 增强型指数基金：在将大部分资产完全复制基准指数的基础上，允许基金经理用一部分（例如20%以内）资产进行自主投资。其目标为在紧密跟踪基准指数的同时获得高于基准指数的收益。

### 按交易机制划分
- 封闭式指数基金：可在证券交易所买卖，但是不能向基金公司申购和赎回。
- 开放式指数基金：不能在证券交易所买卖，但可以向基金公司申购和赎回。
- ETF：交易型开放式指数证券投资基金，可以在证券交易所买卖，也可以组合证券形式进行申购、赎回的指数基金。
- 指数型LOF：既可以在证券交易所买卖，也可以现金申购、赎回的证券投资基金。（LOF可以是指数基金，也可以是非指数基金。）

## 特有的量化指标
除了证券投资基金常用的技术指标外，指数基金还有些特有的技术指标。
- 跟踪偏离度：指数基金的收益和其目标指数理论上的收益之间的差距就叫做跟踪偏离度。跟踪偏离度以％为单位。
- 跟踪误差：衡量每天跟踪偏离度的波动性。

## 优点
- 指数基金可以战胜证券市场上70%以上资金的收益。在美国，指数基金被称为“魔鬼”，其长期业绩表现远高于主动型投资基金。
  - 1994年到1996年是指数基金取得成功的三年。1994年，标准普尔500指数增长了1.3%，超过了市场上78%的股票基金的表现；1995年，标准普尔500指数取得了37%的增长率，超过了市场上85%的股票基金的表现；1996年，标准普尔500指数增长了23%，又一次超过了市场上75%的股票基金的表现。三年加在一起，市场上91%的股票基金的收益增长率低于标准普尔500指数增长率，
- 有效的规避金融市场的非系统风险：由于指数基金分散投资，任何单个股票的波动都不会对指数基金的整体表现构成大的影响，从而规避了个股风险。
- 交易费用低廉：由于指数型基金一般采取买入并持有的投资策略，其股票交易的手续费支出会较少，同时基金管理人不必非常积极的对市场进行研究，收取的管理费也会更低。低廉的管理费用在长期来看有助于更高的投资收益。
- 投资透明，可有效降低基金管理人的道德风险。指数基金完全按照指数的构成原理进行投资，透明度很高。基金管理人不能根据个人的喜好和判断来买卖股票，这样也就不能把投资人的钱和其他人做利益交换，杜绝了基金管理人不道德行为损害投资人的利益。

## 缺点
- 扭曲基准指数中证券的价格：对于所在的金融市场而言，如果运用指数化策略的基金过于庞大及其带来的羊群效应（Herding Effect）有可能扭曲证券价格，降低证券市场的资源分配效率，特别是当相应指数进行股份调整的时候。
- 降低市场有效性：被动管理的指数基金不主动的判断被投资公司内在价值的变化，也不根据市场价格的变动配置资金资源，降低了市场的有效性。
- 指数基金有赖于积极投资者来进行价格发现：当积极投资者在一个市场里过于稀少，或没有在市场上达成有“有效市场假设”，那么，通过积极管理获得的投资回报率将超过指数基金的回报率。指数化投资策略的有效性取决于同一市场内积极管理者是否完整吸纳了已知因素对证券价格的影响。
- 指数基金行业有寡头垄断倾向：当一个管理指数基金的系统被建立后，可以被运用于不同规模的资金，并且越被用于管理大规模资金，它的单位基金成本优势越明显，所以指数基金行业有寡头垄断倾向，不利于指数基金行业内的竞争。积极管理的基金则没有这个问题，许多积极管理的基金经理把过大规模的资产当作妨碍他们获取超额利润的障碍。